# Torricella Verzate
Torricella Verzate (lombardul: Tur Sela) település Olaszországban, Lombardia régióban, Pavia megyében. Lakosainak száma 793 fő (2023. január 1.). Torricella Verzate Corvino San Quirico, Mornico Losana, Oliva Gessi, Robecco Pavese és Santa Giuletta községekkel határos.

## Népesség
A település lakossága az elmúlt években az alábbi módon változott:
| Lakosok száma | 829  | 824  | 793  |
|               | 2017 | 2018 | 2023 |